# 帕尔绍
帕尔绍是德国下萨克森州的一个市镇。总面积29.33平方公里，总人口1842人，其中男性956人，女性886人（2011年12月31日），人口密度63人/平方公里。